# خورشیدگرفتگی ۳۱ ژوئیه ۱۹۶۲
خورشیدگرفتگی ۳۱ ژوئیه ۱۹۶۲ (به انگلیسی: Solar eclipse of July 31, 1962) یک خورشیدگرفتگی از نوع خورشیدگرفتگی حلقه‌ای است. این خورشیدگرفتگی در تاریخ ۳۱ ژوئیه ۱۹۶۲ میلادی (‎۹ مرداد ۱۳۴۱ خورشیدی) روی داد که زمان اوج آن، ساعت ۱۲:۲۵:۳۳ به‌وقت ساعت هماهنگ جهانی بوده‌است. مدت زمان و طول این خورشیدگرفتگی ۳ دقیقه و ۳۳ ثانیه بود.